# Райх, Зинаида Николаевна
Зинаи́да Никола́евна Райх (21 июня [3 июля] 1894, Одесса, Российская империя — 15 июля 1939, Москва, СССР) — советская театральная актриса. Заслуженная артистка РСФСР. Первая жена Сергея Есенина, впоследствии ставшая женой Всеволода Мейерхольда.

## Биография

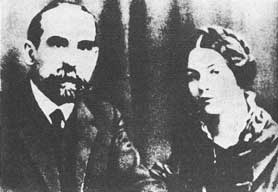
Зинаида Райх со своим отцом, Николаем (Августом) Райхом, 1917 год

Зинаида Райх родилась 21 июня (3 июля) 1894 года в Одессе на Ближних Мельницах, в семье железнодорожного машиниста Николая Андреевича Райха (1862—1942, имя при рождении — Август Райх, выходец из Силезии) и Анны Ивановны, обедневшей дворянки (урождённая Викторова, 1868—1948).
Отец Зинаиды был социал-демократом, членом РСДРП с 1897 года, и дочь придерживалась взглядов отца.
В 1907 году из-за участия отца в революционных событиях семья была выслана из Одессы и поселилась в Бендерах, где отец устроился слесарем в железнодорожные мастерские. Зинаида поступила в гимназию для девочек Веры Герасименко, но, окончив только 8 классов, была исключена, так как считалась «политически неблагонадежной» — с юных лет была любознательным ребёнком, читала революционную литературу, участвовала в подпольном кружке.
Поступила на Высшие женские курсы в Киеве, а в 1913 году стала членом Партии социалистов-революционеров (эсеров). Анне Ивановне с трудом удалось выхлопотать свидетельство о среднем образовании для дочери. После этого Зинаида уехала в Петроград, а её родители переехали в город Орёл к старшей сестре её матери, Варваре Ивановне Данцигер.
В Петрограде Зинаида Райх поступила на Высшие женские историко-литературные и юридические курсы Н. П. Раева, где, кроме изучения основных дисциплин, брала уроки скульптуры, изучала иностранные языки. Её любимыми писателями были Кнут Гамсун и Лев Толстой. Продолжая учёбу на курсах, Зинаида Райх трудилась секретарём-машинисткой в редакции эсеровской газеты «Дело народа», где в возрасте двадцати двух лет встретила своего будущего мужа, Сергея Есенина, печатавшегося в этой газете. Сергей Есенин подарил Зинаиде свою фотографию, а на обратной стороне надписал: «За то, что девочкой неловкой предстала ты мне на пути моём. Сергей».

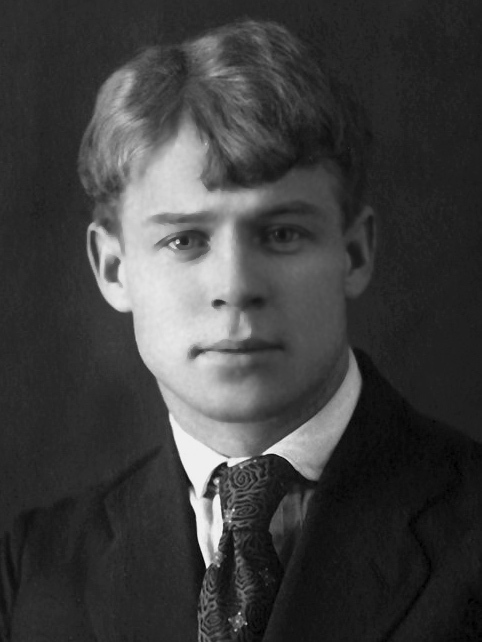
Сергей Есенин, 1922 год

30 июля 1917 года Зинаида Райх обвенчалась с Сергеем Есениным во время их поездки на родину Алексея Ганина, близкого друга Есенина. Венчание произошло в древней каменной церкви Кирика и Иулитты деревни Толстиково Вологодского уезда. Свидетелями со стороны жениха были: Спасской волости, деревни Ивановской крестьянин Павел Павлович Хитров и Устьянской волости, села Устья крестьянин Сергей Михайлович Бараев; со стороны невесты: Архангельской волости, деревни Коншино крестьянин Алексей Алексеевич Ганин и города Вологды купеческий сын Дмитрий Дмитриевич Девятков. Совершали таинство венчания: священник Виктор Певгов с псаломщиком Алексеем Кратировым. 
В апреле 1918 года Зинаида Есенина в ожидании родов выехала в Орёл к родителям. Там 29 мая 1918 года она родила дочь, Татьяну. Заботы о дочери заставили её задержаться в Орле. В августе Зинаида стала работать инспектором Наркомпроса, через месяц стала заведующей театрально-кинематографической секцией Орловского окружного военного комиссариата, а с 1 июня по 1 октября 1919 года была заведующей подотделом искусств в губернском отделе народного образования. Перед взятием Орла Белой армией А. И. Деникина Зинаида Есенина вместе с дочерью уехала к мужу в Москву. Около года они прожили втроём, однако вскоре последовал разрыв, и Зинаида, взяв дочь, отбыла к родителям. Оставив дочь у родителей в Орле, она вернулась к мужу, но вскоре они опять расстались. 3 февраля 1920 года в Доме матери и ребёнка в Москве она родила сына Константина. Ребёнок сразу тяжело заболел, и Райх срочно отвезла его в Кисловодск. Сына вылечили, но заболела сама Райх. Разрыв с Есениным и болезнь сына сильно сказались на её здоровье. Лечение проходило в клинике для нервнобольных.
19 февраля 1921 года в суд города Орла поступило заявление:

Прошу не отказать в Вашем распоряжении моего развода с моей женой Зинаидой Николаевной Есениной-Райх. Наших детей — Татьяну трёх лет и сына Константина одного года оставляю для воспитания у моей бывшей жены Зинаиды Николаевны Райх, беря на себя материальное обеспечение их, в чём и подписываюсь. Сергей Есенин, Москва, 19 февр. 1921 г.
5 октября 1921 года их брак был официально расторгнут.

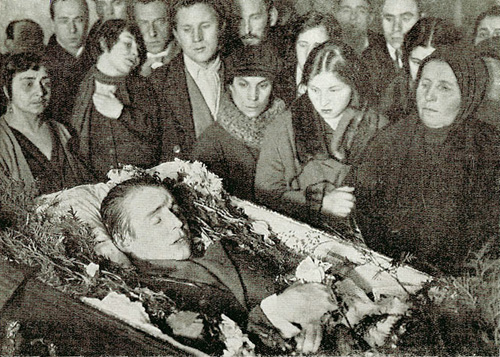
Похороны Сергея Есенина. Райх стоит за гробом, подняв руку к сердцу, справа от неё Всеволод Мейерхольд

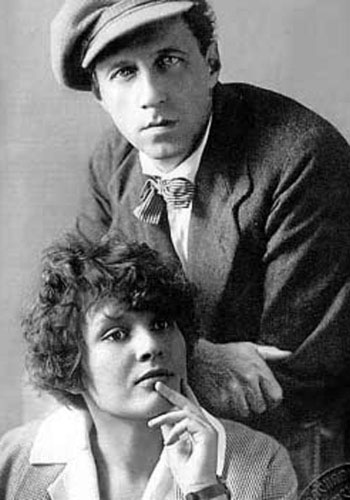
Зинаида Райх и Всеволод Мейерхольд

С марта 1921 года Райх преподавала в Орле историю театра и костюма на театральных курсах. Осенью 1921 года она стала студенткой Высших режиссёрских мастерских в Москве, где училась вместе с С. М. Эйзенштейном и С. И. Юткевичем. Руководил этой мастерской Всеволод Эмильевич Мейерхольд, с которым Райх познакомилась, работая в отделе внешкольного образования Наркомпроса. В 1922 году, ещё будучи студенткой, Зинаида Райх вышла замуж за Мейерхольда. Он был безумно влюблён в Зинаиду Райх, которая была моложе его на 20 лет. Драматург Александр Гладков так вспоминал об их романе: «Она ещё ничего не умела, но у неё был исконный женский дар — быть на высоте любимого человека; дар, превращавший судомоек в императриц. Полюбив, он сделал её первой актрисой своего театра с той же не знающей оглядки смелости, с которой Пётр I короновал Марту Скавронскую (будущую Екатерину I)». Летом 1922 года они забрали детей из Орла в Москву — в дом на Новинском бульваре. Мейерхольд усыновил Татьяну и Константина, любил их и заботился о них, как отец. Сергей Есенин также приходил в их квартиру навещать своих детей. Вскоре и родители Зинаиды переехали из Орла к дочери в Москву.
Зинаида Райх дебютировала 19 января 1924 года на сцене Театра имени Мейерхольда в роли Аксюши в спектакле «Лес» по пьесе А. Н. Островского.
Райх была одной из самых известных московских актрис, в 1930-е годы она стала ведущей актрисой театра Мейерхольда (за тринадцать лет работы в ГОСТиМе она сыграла немногим более десяти ролей). Мейерхольд, искренне любя супругу, делал всё, чтобы она стала единственной звездой его театра.
В 1934 году спектакль «Дама с камелиями», главную роль в котором играла Райх, посмотрел Сталин, и спектакль ему не понравился. Критика обрушилась на Мейерхольда с обвинениями в эстетстве. Зинаида Райх написала письмо Сталину, заявив, что он не разбирается в искусстве.
8 января 1938 году ГОСТиМ был закрыт, а вскоре арестован Мейерхольд. Вне этого театра артистическая деятельность Райх прервалась.

### Убийство
Театр Мейерхольда был закрыт в 1938 году. Больной Константин Станиславский, в то время директор оперного театра (ныне известного как Музыкальный театр им. Станиславского и Немировича-Данченко), пригласил Мейерхольда возглавить свою труппу.
Станиславский умер в августе 1938 года. Мейерхольд руководил его театром почти год, пока его не арестовали в Ленинграде 20 июня 1939 года.
В ночь с 14 на 15 июля 1939 года Зинаида Райх была зверски убита неизвестными, проникшими ночью в её московскую квартиру в Брюсовом переулке. Нападавшие нанесли ей семнадцать ножевых ранений и скрылись. Актриса скончалась по дороге в больницу. Это случилось спустя 24 дня после ареста Мейерхольда.

В тот вечер Райх отправила обоих своих детей из квартиры, по словам близких, из ценных вещей ничего не пропало. Распространена версия, что убийство было организовано НКВД. По словам Аркадия Ваксберга, «Берия нуждался в этом садистском фарсе», потому что актриса была необычайно популярной, независимой, откровенной и известной высказыванием: 
«Если Сталин ничего не понимает в искусстве, пусть спросит у Мейерхольда, Мейерхольд понимает».
Тайна её смерти остаётся нераскрытой. Первоначальное обвинение в убийстве Зинаиды Райх предъявлено другу Мейерхольда, заслуженному артисту РСФСР, солисту Большого театра Дмитрию Головину и его сыну, режиссёру Виталию Головину. С обвинением в убийстве по приговору Военной коллегии Верховного суда СССР были расстреляны В. Т. Варнаков (27.07.1941), А. И. Курносов и А. М. Огольцов (28.07.1941).
Райх похоронена на 17-м участке Ваганьковского кладбища в Москве (позже в этой же могиле был похоронен ее сын Константин Есенин). В 1987 году стало известно место захоронения Мейерхольда — «Общая могила № 1. Захоронение невостребованных прахов с 1930 г. — 1942 г. включ.» на кладбище московского крематория у Донского монастыря. (По решению Политбюро от 17 января 1940 года № II 11/208, подписанному лично Сталиным, было расстреляно 346 человек. Их тела были кремированы, и прах, ссыпанный в общую могилу, смешан с прахом других убитых).

Мою маму убили в ночь на 15-е июля. Её уже похоронили на Ваганьковском кладбище недалеко от могилы Есенина. Почти никто не пришёл, были родные и несколько посторонних почти людей; из тех, кто ходили всегда, никто не пришёл… Они ничего не взяли, не ограбили, они пришли, чтобы убить и ранили 7 раз около сердца и в шею, и она умерла через 2 часа, а Лидию Анисимовну побили по голове, и она жива… Кто это был, их было двое и их не нашли.— Из письма Татьяны, дочери Зинаиды Райх, Мариэтте Шагинян от 20 июля 1939 года.
«Райх зверски, загадочно убили через несколько дней после ареста Мейерхольда и хоронили тишком, и за гробом её шёл один человек», — записала в дневнике Ольга Берггольц 13 марта 1941 года.
Детям — Татьяне и Константину — разрешили занести в дом гроб с телом матери только на полчаса, но многочисленные коллеги, знакомые, соседи не пришли проститься с Зинаидой Николаевной, и не были на похоронах, и только Екатерина Васильевна Гельцер, надев все свои награды, не побоялась проводить Зинаиду Николаевну в последний путь.
В том же 1939 году четырёхкомнатная квартира Мейерхольда была разделена на две отдельные квартиры. В одной поселился личный водитель Берии с семьёй, а в другой — молодая женщина, которая прожила там вплоть до 1990‑х годов, когда было принято решение о создании музея‑квартиры Всеволода Мейерхольда.

## Признание
- Заслуженная артистка РСФСР

## Роли в театре
- 1924 — «Лес» А.Островского — Аксюша
- 1924 — «Даёшь Европу!» И.Эренбурга — Сибилла Хардайль и апаш
- 1925 — «Мандат» Н. Эрдмана — Варвара Гулячкина
- 1925 — «Учитель Бубус» А.Файко — Стефка
- 1926 — «Ревизор» Н.Гоголь — Анна Андреевна
- 1928 — «Горе от ума» А.Грибоедова — Софья Павловна
- 1928 — «Великодушный рогоносец» Ф.Кроммелинка — Стелла
- 1929 — «Командарм 2» И.Сельвинского — Вера любовница Оконного
- 1930 — «Баня» В. Маяковского — Фосфорическая женщина
- 1931 — «Список благодеяний» Ю.Олеши — Елена Гончарова
- 1931 — «Последний решительный» В.Вишневского — портовая проститутка Кармен-Пелагея
- 1934 — «Дама с камелиями» А.Дюма (сын) — Маргарита Готье
- 1935 — «33 обморока» А.Чехов — Попова «Медведь»

### Комментарии
1. ↑  Лидия Анисимовна Чарнецкая — домработница Мейерхольдов.

### Отсылки к источникам
1. ↑  Жена и муза. Зинаида Райх Архивная копия от 25 августа 2018 на Wayback Machine. // Кроссворд-кафе
2. 1 2 3  Мой серебряный шар. Зинаида Райх. Россия 1. Дата обращения: 7 июня 2018. Архивировано 12 июня 2018 года.
3. ↑  Современное есениноведение: теоретико-методологические аспекты // Материал Международной научной конференции «Есенин на рубеже эпох: итоги и перспективы» (30 сентября — 3 октября 2005, Институт мировой литературы имени Максима Горького РАН). — С. 390. Архивировано 9 апреля 2011 года.
4. ↑  Козловский, 1986, с. 428.
5. ↑  Адвокат Олег Сурмачёв Дом Зинаиды Райх в Одессе. Дата обращения: 15 августа 2019. Архивировано 15 августа 2019 года.
6. ↑  ГАВО. Ф. 496. Оп. 38. Д. 186. Л.163 об.- 164.
7. ↑  Заявление в отдел бракорасторжений. 19 февраля 1921 г. esenin-lit.ru. Дата обращения: 6 июня 2025.
8. ↑  О ликвидации театра им. В. С. Мейерхольда. Приказ Комитета по делам искусств при Совнаркоме СССР. // Правда: газета. — 1938. — 8 январь (№ 8 (7333)). — С. 2. Архивировано 19 февраля 2020 года.
9. 1 2  Изгаршев И. Зинаида Райх: Гамлет в юбке. АиФ Москва (28 февраля 2001). — Статья была опубликована в № 09 (399) от 28.02.2001. Дата обращения: 10 февраля 2019. Архивировано из оригинала 16 апреля 2013 года.
10. 1 2  Репин Л. Загадка смерти Зинаиды Райх. «Комсомольская правда» (14 ноября 2005). Дата обращения: 9 февраля 2019. Архивировано 2 января 2018 года.
11. ↑  Довбня А. Всеволод Мейерхольд и Зинаида Райх. Дата обращения: 9 февраля 2019. Архивировано 9 сентября 2012 года.
12. ↑  Монастырская А. Зинаида Райх: параллельные пути. «Женский Петербург». Дата обращения: 9 февраля 2019. Архивировано из оригинала 2 января 2018 года.
13. ↑  Волчек Д. Убийство дамы с камелиями. Радио «Свобода» (23 ноября 2011). Дата обращения: 9 февраля 2019. Архивировано 9 февраля 2019 года.
14. ↑  Сталинские списки — Список 28.03.1941 (АП РФ Ф.3 оп.24 д.421). Дата обращения: 6 июля 2021. Архивировано 9 июля 2021 года.
15. ↑  Есенина Т. С. Письма Т. С. Есениной М. Я. Шагинян // Т. С. Есенина о В. Э. Мейерхольде и З. Н. Райх / Сост. и коммент. Н. Н. Панфиловой и О. М. Фельдмана. — М.: Новое изд-во, 2003. — 239 с.
16. ↑  Ольга Берггольц: смерть,тюрьма, тюрьма, смерть… Радио «Свобода». Дата обращения: 7 июня 2018. Архивировано 12 июня 2018 года.
17. ↑  Воспоминания о Зинаиде Райх: к 70-летию со дня гибели актрисы. Радио Свобода. 30 июля 2009. Дата обращения: 15 февраля 2025.